# Джузеппе Антоніо Таруффі
Джузеппе Антоніо Таруффі (італ. Giuseppe Antonio Taruffi; близько 1715 — 1786, Рим) — італійський письменник, дипломат (голова секретаріату папського нунція) і шахіст.

## Життєпис
Більшість життя провів у Болоньї, де завоював славу сильного шахіста. Серед його суперників були провідні італійські шахісти того часу Джамбатіста Лоллі та Ерколе Дель Ріо.
1764 або 1765 року прибув до Варшави, щоб бути керівником (італ. Uditore) секретаріату Антоніо Вісконті, нунція Папи Римського. Пробув у Варшаві кілька років, вивчив польську мову, а згодом разом із Вісконті переїхав до Відня, де обіймав ту ж посаду, що раніше. Там познайомився, зокрема з композиторкою Маріанною фон Мартінес і лібретистом П'єтро Метастазіо (став біографом Метастазіо). У 1770 році написав французькою мовою «лист» про автомат фон Кемпелена («Механічний турок»), котрого бачив у Відні. У 1786 році ця праця була видана італійською мовою в Римі. Написав поему «Montgolfieri machina volans. Carmen elegiacum» латинською мовою про літальний апарат братів Монгольф'є, видану в 1784 році.
Коли Антоніо Вісконті став кардиналом, переїхав разом з ним до Риму, де й помер 1786 року.